# Winthemia bicrucis
Winthemia bicrucis là một loài ruồi trong họ Tachinidae.